# 21 marca (album)
21 Marca – siódmy album polskiego zespołu Verba, wydany 21 marca 2011 roku. Ostatni album z Ignacem.

## Lista utworów
1. Intro
2. Jesteś idealna
3. Choć może się nie udać
4. Kocham, kocham
5. Na prostą
6. Zostań blisko
7. Zatrzymam Ciebie
8. Młode wilki 8 – nasza historia
9. Codzienność zmienia Nas
10. Całym sercem
11. Wartości
12. O krok od nieba
13. O Tobie, o Nas
14. Outro